# Rumija
Rumija es una montaña en el sur de Montenegro. El punto más alto del monte Rumija es Rumija, que se encuentra a 1.594 metros sobre el nivel del mar. El Rumija se alza por encima de la ciudad de Bar, y es una barrera natural dinárica que separa el mar Adriático de la cuenca del lago Escútari. Es la montaña que está más al sureste de Montenegro, y con una prominencia de 1500 m s. n. m., una de las más elevadas.